# Le Fay
Fay – miejscowość i gmina we Francji, w regionie Burgundia-Franche-Comté, w departamencie Saona i Loara. Nazwa miejscowości oznacza buk (fagus).
Według danych na rok 1990 gminę zamieszkiwały 552 osoby, a gęstość zaludnienia wynosiła 26 osób/km² (wśród 2044 gmin Burgundii Fay plasuje się na 420. miejscu pod względem liczby ludności, natomiast pod względem powierzchni na miejscu 403.).